# Liechtensteinska förtjänstorden

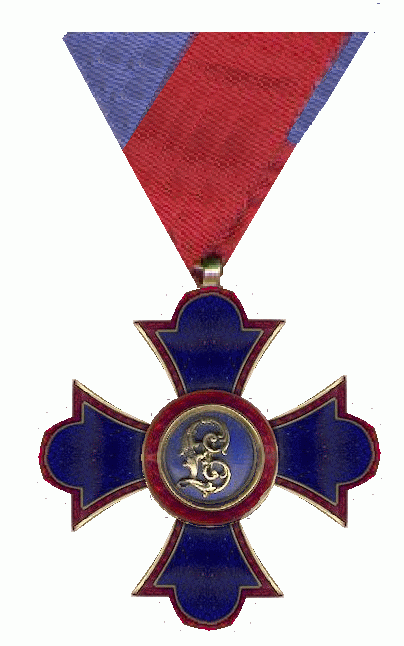
Liechtensteinska förtjänstordens kors.

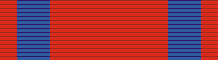
Släpspänne.

Liechtensteinska förtjänstorden (tyska: Füstliche liechtensteinische Verdienstorden), är en orden instiftad 22 juli 1937 av furst Frans I i fem grader. Den delas ut för de tjänster till furstendömet.